# Karl von Könneritz
Karl Hans August von Könneritz (* 15. Juli 1794 in Lemsel; † 17. Januar 1871 in Dresden) war ein preußischer Generalleutnant.

## Leben

### Herkunft
Karl war ein Sohn des sächsischen Kammerjunkers und Majors im Regiment der Leib-Kürassiere Karl Heinrich Ehrenreich von Könneritz (1749–1817) und dessen Ehefrau Wilhelmine Karoline, geborene von Wartensleben (1773–1800). Sein Bruder Rudolph (1800–1870) war sächsischer Gesandter in Wien und Turin.

### Militärkarriere
Könneritz studierte zunächst an der Universität Leipzig und trat 1813 als Sekondeleutnant in sächsische Dienste. Während der Befreiungskriege kämpfte er bei Courtray, Pont à Bouvines sowie den Blockaden von Condé und Lille. Für Pont-à-Marcq wurde ihm der Orden der Heiligen Anna III. Klasse mit Schleife verliehen.
Er wechselte in preußische Dienste und wurde am 20. Mai 1815 als Premierleutnant und Adjutant im Obersächsische Landwehr-Infanterie-Regiment angestellt. Am 10. April 1816 kam Könneritz in das Hallesche Grenadier-Landwehr-Bataillon und am 10. September 1816 zum Berliner Garde-Landwehr-Bataillon. Am 19. Januar 1818 schied er als Kapitän mit Wartegeld aus.
Am 17. Februar 1818 wurde Könneritz als Premierleutnant beim Berliner Garde-Landwehr-Bataillon wieder angestellt, stieg Mitte März 1823 zum Kapitän im I. Bataillon des 2. Garde-Landwehr-Regiments und wurde am 30. März 1826 in das Garde-Reserve-Infanterie-Landwehr-Regiment übernommen. Am 30. März 1837 kam er als Major in das 4. Infanterie-Regiment. Dort wurde er am 27. März 1847 zum Oberstleutnant befördert und am 6. April 1847 zum zweiten Kommandanten der Festung Stettin ernannt. Am 13. März 1849 wurde er zur Wahrnehmung der Geschäfte als Kommandant der Festung Stralsund abkommandiert, am 1. Mai 1849 zum Kommandanten ernannt und am 19. November 1849 zum Oberst befördert. Im gleichen Jahr verlieh ihm der schwedische König das Ritterkreuz des Schwert-Ordens. Vom 25. Januar 1850 bis zum 18. Februar 1852 war Könneritz Kommandeur der 5. Infanterie-Brigade und anschließend in gleicher Eigenschaft bei der 15. Landwehr-Brigade in Köln tätig. Er behielt das Kommando nach der Formierung zur 30. Infanterie-Brigade bei und avancierte am 22. März 1853 zum Generalmajor ernannt. Unter Verleihung des Charakters als Generalleutnant wurde Könneritz am 5. Mai 1857 mit Pension zur Disposition gestellt. Anlässlich der Krönung von König Wilhelm I. erhielt er am 18. Oktober 1861 den Stern zum Roten Adlerorden II. Klasse mit Eichenlaub.
Er starb unverheiratet am 17. Januar 1871 in Dresden und wurde auf dem Trinitatisfriedhof beigesetzt.